# Luigi Dodi
Luigi Dodi (Fiorenzuola d'Arda, 1900 — Milano, 1983) foi um arquiteto e urbanista que se distinguiu como um dos pioneiros do moderno planeamento urbano em Itália e em Portugal. Foi professor e decano da Faculdade de Arquitetura do Politécnico de Milão (Facoltà di Architettura del Politecnico di Milano).

## Biografia
Luigi Dodi realizou os seus estudos para a obtenção das qualificações como engenheiro e arquiteto em Parma, Bolonha e Milão.
Em 1926 obteve o primeiro lugar no concurso para a elaboração do Plano Diretor e da Reestruturação de Bergamo Alta (Piano Regolatore e di Risanamento di Bergamo Alta).
Entre 1933 e 1934 integrou o grupo designado por CM8 (composto por Piero Bottoni, Cesare Cattaneo, Luigi Dodi, Gabriele Giussani, Pietro Lingeri, Mario Pucci, Giuseppe Terragni, Renato Uslenghi), um grupo de urbanistas que se dedicava ao planeamento urbano. Com esse grupo venceu o concurso público para a elaboração do plano de ordenamento do território lançado pelo Município de Como. Entre os trabalhos de planemaento urbano do grupo incluem-se os estudos e planos urbanísticos para as cidades de Milão, Bolonha, Pavia, Cremona, Piacenza, Pisa, Lecco, Montecatini Terme e um grande número de cidades menores (incluindo Fiorenzuola d'Arda, Mariano Comense, Cantù, Giussano e Campione d'Italia). Também coordenou a elaboração do Piano Intercomunale per la Media Valle del Seveso (1939), um plano de ordenamento do território para o vale do rio Seveso.
Colaborou em diversos trabalhos fora da Itália, incluindo estudos urbanísticos para algumas cidades da Síria e a convite de Duarte Pacheco, então Ministro das Obras Públicas e Comunicações do governo português, elaborou as orientações gerais para o plano de ordenamento do território do Algarve e colaborou com Étienne de Gröer em diversos trabalhos de urbanismo e ordenamento do território em diversas regiões de Portugal.
Para além dos trabalhos de ordenamento do território e de urbanismo, é autor de numerosos projetos de arquitetura, tendo projetado edifícios para a habitação, educação, escritórios, arquitetura sacra e arte funerária e outros fins.
Publicou múltiplos estudos e relatórios que abordam questões de urbanismo e história da arquitetura, tendo participado com comunicações em numerosas conferências e congressos. Em 1966 foi condecorado com a medalha de ouro da Ordine al merito della Repubblica Italiana pelo seu mérito em matérias de educação, cultura e arte.